# IPad mini (seconda generazione)

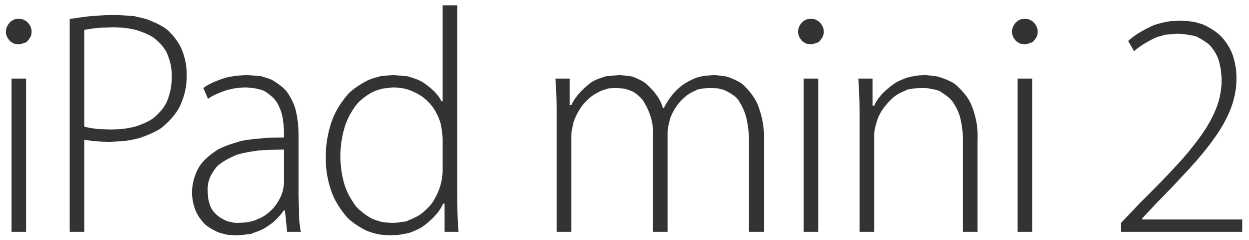
Logo di iPad mini 2

L'iPad mini di seconda generazione, anche noto come iPad mini 2 o iPad mini Retina, è un tablet computer sviluppato e prodotto dalla Apple Inc. e presentato insieme all'iPad Air il 22 ottobre 2013. Il debutto sul mercato è avvenuto il 12 novembre dello stesso anno.
Il design è pressoché identico al modello precedente, l'iPad mini, ma con processore Apple A7 e display Retina da 2048×1536 pixel. Le specifiche hardware sono praticamente identiche a quelle presenti sull'iPad Air.
Viene rimosso dal mercato all’uscita di iPad (quarta generazione).

## Storia
L'iPad mini 2 è stato annunciato durante l'evento Apple il 22 ottobre 2013. Il motto dell'evento era «We still have a lot to cover», cioè «Abbiamo ancora molto di cui trattare». Inizialmente, il tablet era chiamato "iPad mini con Display Retina" ma, dopo la presentazione dell'iPad mini 3, Apple ha cambiato il nome in "iPad mini 2".

## Caratteristiche

### Software
L'iPad mini 2 è stato presentato con iOS 7, il sistema operativo per dispositivi mobili sviluppato dalla stessa Apple. La settima versione porta notevoli cambiamenti nell'interfaccia grafica. È inoltre stato introdotto il Centro di Controllo.
È compatibile con l’ultima versione di iOS 12.5; infatti, il dispositivo non è aggiornabile ad iPadOS, terminando così il suo ciclo di vita.

### Design
Il design dell'iPad mini 2 è quasi identico a quello del modello precedente, l'iPad mini. Monta un display Retina da 7,9", aumentando la densità di pixel a 326 ppi.
Le colorazioni disponibili sono argento e grigio siderale.

### Hardware
L'iPad mini 2 è caratterizzato dalla presenza di un processore A7 a 64-bit e il coprocessore di movimento M7; grazie a queste caratteristiche, Apple dichiara che questo modello è fino a 4 volte più veloce e fino a 8 volte più veloce nelle prestazioni grafiche rispetto al modello precedente. La batteria ha un'autonomia di 10 ore. Questo iPad integra al suo interno un'antenna MIMO e, nel modello Cellular, un modulo per le reti 4G.

#### Fotocamere
Monta una fotocamera posteriore da 5.0 MP AF, iSight con obiettivo a cinque elementi, apertura ƒ/2.4; quella anteriore è da 1,2 MP, 720p HD, apertura ƒ/2.2.

#### Colorazioni
Le colorazioni disponibili sono argento e grigio siderale.

#### Archiviazione
I tagli di archiviazione disponibili erano da 16, 32, 64 e 128 GB.